# Willie Thorne
William Joseph Thorne (* 4. März 1954 in Leicester, England; † 17. Juni 2020 in Torrevieja, Spanien) war ein englischer Snookerspieler, der zwischen 1975 und 2001 26 Jahre als professioneller Spieler verbrachte und in diesem Zeitraum für zwei Saisons Rang 7 der Snookerweltrangliste belegte. Beim Classic 1985 gewann er zum einzigen Mal in seiner Karriere ein Ranglistenturnier.

## Karriere
Thorne wurde 1954 in Leicester geboren, wo seine Eltern einen Pub besaßen. Sein älterer Bruder Malcolm Thorne (1950–2011) interessierte sich wie Thorne selbst fürs Snooker und wurde später unter anderem Funktionär bei der English Association of Snooker and Billiards (EASB). Willie Thorne begann im Alter von 14 Jahren auf dem Snookertisch im Pub seiner Eltern mit dem Snookerspiel und wurde in kurzer Zeit sowohl im Snooker als auch im English Billiards ein erfolgreicher Juniorenspieler. Er gewann dabei mehrere Turniere, darunter nur zwei Jahre nach seinen ersten Erfahrungen die britische U16-Meisterschaft im Snooker und im English Billiards. Zwischen 1971 und 1973 gewann er zudem drei Mal das U19-Pendant, im letzten Jahre zusammen mit der entsprechenden Altersklasse im Snooker. Mindestens während seiner Amateurjahre wurde Thorne von der Firma Q Promotions Ltd. gemanagt, die auch Alex Higgins und Graham Miles unter Vertrag hatten. Zudem nahm Thorne – wie auch John Virgo, der als Amateur ebenfalls bei Q Promotions Ltd. unter Vertrag stand, – an zahlreichen Wettspielen und ähnlichem teil.
Als Snookerspieler machte Thorne erstmals auf sich aufmerksam, als er 1972 das Achtelfinale des südlichen Qualifikationswettbewerbes der English Amateur Championship erreichte und dort gegen Marcus Owen verlor. 1974 nahm er als Amateur an den Canadian Open teil und verlor im Viertelfinale gegen den späteren Sieger Cliff Thorburn. Im nächsten Jahr gelang ihm auch mit einem Sieg über den späteren Profi-Weltmeister Terry Griffiths der Einzug ins Finale des südlichen Qualifikationswettbewerbes der English Amateur Championship und besiegte dort Chris Ross, bevor er im Endspiel um die Meisterschaft mit 6:11 gegen Sid Hood verlor. Nur wenig später, zur Saison 1975/76, wurde Thorne Profispieler. Zuvor hatte er als Laufbursche eines Buchmachers und als Fotomodell gearbeitet.

### Erste Profijahre
Thornes erste Profisaison verlief relativ durchwachsen: Beim Pontins Professional und beim Pot Black gewann er kein einziges Spiel, bei der Snookerweltmeisterschaft schied er in der dritten Qualifikationsrunde aus. Lediglich bei den Canadian Open und bei den Pontins Spring Open, einem Pro-Am-Turnier, welches nicht offiziell Bestandteil der Profitour war, erreichte er jeweils das Halbfinale und verlor in diesem gegen John Pulman beziehungsweise Doug Mountjoy.
Etwas schlechter verlief für Thorne die nächste Saison, als er bei den Canadian Open und bei den Pontins Spring Open sein Auftaktspiel verlor und in der Gruppenphase des Pontins Professionals nur eines von fünf Spielen gewinnen konnte. Zudem verlor er während der Saison das Spiel um Platz drei beim Pot Black, erreichte aber mit einem Sieg über Bernard Bennett das Achtelfinale der Snookerweltmeisterschaft und verlor in diesem gegen Graham Miles. Bei der Snookerweltmeisterschaft war Thorne mit 23 Jahren der jüngste Spieler der Hauptrunde. Durch seine Erfolge wurde Thorne erstmals auf der Snookerweltrangliste geführt; er belegte im Folgenden Rang 20. Doch auch die Saison 1977/78 begann mit einer Auftaktniederlage bei den Canadian Open, bevor er allerdings das Viertelfinale der UK Championship sowie später erneut das Achtelfinale der Snookerweltmeisterschaft erreichte. Dadurch verbesserte er sich auf der Weltrangliste auf Rang 15.
In der folgenden Saison verlor Thorne erneut sein Auftaktspiel bei den Canadian Open, zog aber mit Siegen über Bernard Bennett und Ray Reardon ebenfalls erneut ins Viertelfinale der UK Championship ein, bevor er zum Saisonende bei der Snookerweltmeisterschaft in der Runde der letzten 24 mit 8:9 gegen John Virgo verlor. Auf der Weltrangliste verlor er damit zwei Plätze und belegte nun Rang 17.

### Jahre in den Top 25
Während der Saison 1979/80 schied Thorne beim British Gold Cup in der Gruppenphase, bei der Snookerweltmeisterschaft in der Runde der letzten 24 und bei der UK Championship im Achtelfinale aus. Beim Padmore / Super Crystalate International erreichte Thorne das Halbfinale und unterlag Alex Higgins, bevor er nach einem Sieg über Steve Davis mit einem 7:3-Finalsieg über Cliff Wilson zum einzigen Mal die Pontins Spring Open gewann. Da dieses Turnier jedoch kein Profiturnier war, geschweige denn Einfluss auf die Weltrangliste hatte, rutschte er auf der Weltrangliste auf Rang 20 ab.
Ein ähnliches Bild ergab sich in der folgenden Saison: Thorne schied bei der Yamaha Organs Trophy in der erstmöglichsten Gruppenphase, bei der Snookerweltmeisterschaft erneut in der Runde der letzten 24 und sowohl bei den Canadian Open als auch bei der UK Championship im Achtelfinale aus. Im Gegenzug erreichte er bei der English Professional Championship das Halbfinale und musste sich in diesem Tony Meo geschlagen geben, bevor er beim Pontins Professional mit Siegen über Ray Reardon und Cliff Wilson erstmals das Finale eines professionellen Turnieres erreichte und in diesem Terry Griffiths mit 8:9 unterlag. Auf der Weltrangliste verschlechterte er sich jedoch durch sein schlechtes Abschneiden bei der Snookerweltmeisterschaft auf Rang 22.
Auch im Verlaufe der Saison 1981/82 schied Thorne mehrheitlich früh aus, wobei er mit einer Achtelfinalteilnahme bei der UK Championship und einer Viertelfinalteilnahme bei der Snookerweltmeisterschaft dennoch zwei Erfolge verzeichnen konnte. Auf der Weltrangliste bedeutete dies eine Verbesserung auf Rang 16. In der nächsten Saison schied er dagegen bei drei Turnieren in der Runde der letzten 32 sowie bei der Snookerweltmeisterschaft im Achtelfinale aus, während er beim International Masters und beim Pontins Professional jeweils das Halbfinale erreichte. Bedingt durch die ab dieser Saison kontinuierlich steigende Anzahl der Turniere mit Einfluss auf die Weltrangliste verschlechterte Thorne sich auf der Weltrangliste auf Rang 18.

### Etablierung in den Top 16
Während der Saison 1983/84 gelang es Thorne dann, bei nur zwei Auftaktspielen zu verlieren. Im Gegenzug erreichte er sowohl bei der UK Championship als auch bei der Snookerweltmeisterschaft das Achtelfinale, bei den International Open das Viertelfinale und beim Professional Players Tournament sowie bei den Non-ranking-Turnieren Pot Black und International Masters das Halbfinale. Zum Saisonabschluss gelang ihm zudem der Einzug ins Finale des Pontins Professional, in dem er mit 9:7 über John Spencer triumphierte. Auf der Weltrangliste verbesserte er sich deutlich auf Rang 12.
Im Laufe der nächsten Saison verlor Thorne bei zwei Einladungsturnieren sein Auftaktspiel. Darunter war auch das Masters, zu dem er durch seine gestiegene Weltranglistenposition erstmals eingeladen wurde. Zudem schied er bei zwei Turnieren in der Runde der letzten 32, beim Grand Prix und bei der English Professional Championship im Achtelfinale und bei drei weiteren Turnieren im Viertelfinale aus. Während er bei einem der beiden übrigen Turniere, dem Pontins Professional, im Halbfinale verlor, erreichte er beim Classic, mittlerweile ein Ranglistenturnier, mit einem knappen 9:8-Sieg über Steve Davis das Finale und besiegte in diesem mit 13:8 den Kanadier Cliff Thorburn, um zum einzigen Male in seiner Karriere ein Ranglistenturnier zu gewinnen. Thornes Spielweise in ebenjenem Endspiel wurde zu diesem Zeitpunkt als „einer der besten Leistungen aller Zeiten auf einem Snookertisch“ bezeichnet. Zusammen mit Thorburn hatte Thorne am Anfang der Saison zudem das Finale der World Doubles Championship erreicht, in dem er sich mit 2:10 Alex Higgins und Jimmy White geschlagen geben musste. Auf der Weltrangliste wirkte sich dies dennoch nur mit einer geringfügigen Verbesserung auf Rang 11 der Weltrangliste aus.
Zu Beginn der Saison 1985/86 nahm Thorne mit einigem Erfolg an einer Reihe von Einladungsturnieren teil, bei denen sein bestes Ergebnis eine 7:9-Finalniederlage gegen Cliff Thorburn beim Scottish Masters war. Bei den übrigen Turnieren verlor er nur in zwei Fällen sein Auftaktspiel, schied aber bei je zwei Turnieren im Achtel- und im Viertelfinale aus. Bei den verbleibenden vier Turnieren erreichte Thorne jeweils das Finale, verlor dieses aber in allen Fällen: Während er sich bei der UK Championship mit 14:16 und bei den British Open mit 7:12 jeweils Steve Davis geschlagen geben musste, verlor er beim Irish Masters mit 5:9 gegen Jimmy White, um die Saison mit einer 6:9-Finalniederlage gegen Terry Griffiths beim Pontins Professional zu beenden. Auf der Weltrangliste verbesserte er sich auf Rang 7, den er während seiner restlichen Karriere nicht mehr übertreffen konnte. Im Jahr 1986 veröffentlichte er mit mehreren weiteren Snookerspielern die Single Snooker Loopy.
Auch während der folgenden Saison erreichte Thorne bei verschiedenen Turnieren das Finale, diesmal primär bei Einladungs- und Non-ranking-Turnieren. So gewann er mit 8:3 gegen Dennis Taylor das Hong Kong Masters, mit 10:9 gegen Steve Davis die Matchroom Professional Championship und mit 5:2 gegen Jimmy White den Kent Cup, wogegen er beim Canadian Masters Steve Davis mit 3:9 und beim Irish Masters mit 1:9 sowie im Finale des Pontins Professional Neal Foulds mit 8:9 unterlag. Auch bei den übrigen Einladungs- und Non-ranking-Turnieren erzielte Thorne beispielsweise mit einer Viertelfinalteilnahme beim Masters passable Ergebnisse. Ganz anders sah es jedoch bei den Ranglistenturnieren aus, wo Thorne jeweils zur Hälfte sein Auftaktspiel oder im Achtelfinale verlor. Bedingt dadurch verlor er auf der Weltrangliste die hinzugewonnenen vier Plätze wieder und belegte nunmehr Rang 11.

### Letzte Erfolge
Schon mit der Saison 1987/88 schaffte es Thorne, trotz mehrerer passabler Ergebnisse nur bei einem Turnier das Finale zu erreichen; bei der Matchroom Professional Championship unterlag er mit 3:10 Dennis Taylor. Davon abgesehen erreichte er bei den Ranglistenturnieren jeweils zwei Mal die Runde der letzten 32 oder das Achtelfinale und zudem das Viertelfinale des Grand Prix und das Halbfinale der UK Championship. Auf der Weltrangliste verschlechtert er sich damit um zwei Plätze auf Rang 13. Obwohl Thorne in der folgenden Saison kein einziges Endspiel erreichte, verbesserte er seine Leistung bei den Ranglistenturnieren und er erreichte neben fünf Achtelfinals beim Classic das Halbfinale. Dadurch verbesserte er sich auf der Weltrangliste auf Rang 9.
Direkt zu Beginn der Saison 1989/90 erreichte Thorne beim New Zealand Masters wieder ein Endspiel und gewann dieses mit 7:4 gegen Joe Johnson. Während er bei den weiteren Turnieren ohne Einfluss auf die Weltrangliste erneut an die vorhergehenden Saisons anknüpfen konnte, schaffte es Thorne nur bei fünf von neun Ranglistenturnieren mindestens ins Achtelfinale und nur bei einem dieser Turniere – den Asian Open – ins Viertelfinale, in dem er gegen Stephen Hendry verlor, der zum Saisonende erstmals Weltmeister wurde. Thorne verschlechterte sich auf der Weltrangliste infolge der Saison wieder auf Rang 11.
Etwas schlechter verlief jedoch die nächste Saison, in der er bei nur der Hälfte der Ranglistenturniere überhaupt das Achtelfinale erreichte und in diesem jeweils ausschied. Auch bei den übrigen Turnieren kam er nirgends über das Achtelfinale hinaus, welches er unter anderem mit seiner Teilnahme am Masters erreichte. Auf der Weltrangliste rutschte er dadurch auf Rang 17 ab.

### Letzte Jahre in den Top 16
Im Verlaufe der Saison 1991/92 schied Thorne erneut zumeist in oder vor dem Achtelfinale aus und konnte nur bei drei Turnieren über diese Runde hinaus kommen. So erreichte er bei der Benson & Hedges Satellite Championship, einem Non-ranking-Turnier, und bei den Welsh Open jeweils das Viertelfinale und schied bei den Asian Open erst im Halbfinale gegen Steve Davis aus. Auf der Weltrangliste wirkte sich dies dennoch nur mit einer geringen Verbesserung auf Rang 15 aus. Ein ähnliches Bild ergab sich in der daraufhin folgenden Saison, in der Thorne erneut in den meisten Fällen spätestens im Achtelfinale ausschied, beim Dubai Classic, bei der Benson & Hedges Championship und bei den Asian Open aber jeweils das Viertelfinale erreichte und erst in diesem verlor. Auf der Weltrangliste sprang er auf der Weltrangliste auf Rang 7, wodurch er seinen Rekord hinsichtlich der besten Weltranglistenplatzierung aus der Saison 1986/87 egalisierte, jedoch nicht übertreffen konnte.
In der Saison 1993/94 verlor Thorne schließlich zumeist seine Auftaktspiele und konnte nur bei zwei Turnieren einen relativ großen Erfolg vorweisen. So erreichte er beim Scottish Masters, einem Einladungsturnier, das Halbfinale und zog wie auch schon in den vorherigen Jahren ins Achtelfinale der Snookerweltmeisterschaft ein, was aber in dieser Saison seine einzige Achtelfinalteilnahme bei einem Ranglistenturnier war. Auf der Weltrangliste verschlechterte er sich damit auf Rang 15. Davon abgesehen erreichte Thorne auf Amateurebene das Finale der Australian Open Championship 1994 und unterlag in diesem mit 5:9 John Higgins.
Etwas besser verlief die Saison 1994/95, als er neben einigen Erfolgen bei Einladungsturnieren bei der UK Championship, bei den Thailand Open und bei der Snookerweltmeisterschaft erreichte und bei den European Open ins Viertelfinale einzog und dort Stephen Hendry unterlag. Auf der Weltrangliste rutschte er trotzdem um zehn Plätze auf Rang 25 ab.

### Abschied von der Profitour
Während der Saison 1995/96 konnte Thorne bei mehreren Ranglistenturnieren die Runde der letzten 32 erreichen, zog jedoch nur bei den Thailand Open ins Achtelfinale ein und verlor dort gegen Lokalmatador James Wattana. Sein bestes Saisonergebnis war jedoch eine Viertelfinalteilnahme, die er bei dem Einladungsturnier Charity Challenge erreichte. Auf der Weltrangliste bedeutete dies für Thorne, dass er seinen 25. Platz behalten konnte. Nachdem er jedoch in der Folge-Saison bei nur drei Turnieren überhaupt sein Auftaktspiel gewinnen konnte und dabei beim Asian Classic und bei den Welsh Open die Runde der letzten 32 und bei den British Open das Achtelfinale erreichen konnte, rutschte er auf der Weltrangliste auf Rang 36 ab, sodass er sich fortan für die Hauptrunde aller Weltranglistenturniere qualifizieren musste.
Auch in der Saison 1997/98 konnte Thorne bei nur drei Turnieren sein Auftaktspiel gewinnen und schied dabei bei der UK Championship und bei den British Open in der Runde der letzten 64 und beim Grand Prix in der Runde der letzten 32 aus. Die geringe Anzahl an Auftaktsiegen wiederholte sich in der nächsten Saison, als er durch seine erneut nur drei gewonnenen Auftaktspiele bei den Irish Open die Runde der letzten 64, beim Thailand Masters die Runde der letzten 48 und bei den Scottish Open die Runde der letzten 32 erreichte. Damit stürzte er auf der Weltrangliste über Rang 51 auf Rang 75 ab.
Mit der Saison 1999/2000 stieg die Zahl der Auftaktsiege zwar auf sechs Stück, doch nur in drei Fällen erreichte Thorne die Runde der letzten 64 und schied beim Grand Prix und bei den China Open auch in dieser Runde aus. Sein bestes Saisonergebnis erzielte er beim Thailand Masters, bei dem er erneut die Runde der letzten 48 und in dieser gegen Billy Snaddon verlor. Auf der Weltrangliste konnte er sich auf dem Vorjahreslevel halten und verlor nur einen einzigen Platz. Zugleich konnte er auf Amateurebene das World Seniors Masters gewinnen. In der Saison 2000/01 konnte Thorne jedoch erneut nur noch drei Auftaktspiele gewinnen und verlor diesmal beim Thailand Masters in der Runde der letzten 96 und sowohl bei den British Open als auch bei den China Open in der Runde der letzten 96. Infolgedessen stürzte er auf der Weltrangliste auf Rang 94 ab, wodurch Thorne nach 26 Profijahren seinen Profistatus verlor.

### Weiteres Leben
Während der folgenden Saison versuchte Thorne erfolglos, sich über die Challenge Tour wiederzuqualifizieren. Zudem gelang ihm der Einzug in die fünfte Qualifikationsrunde der Snookerweltmeisterschaft, in der er schließlich ausschied. Infolge seines Misserfolgs bei der Challenge Tour gab Thorne das professionelle Snookerspiel endgültig auf. Im folgenden Jahr erhielt er erneut die Chance, sich als Amateur für die Snookerweltmeisterschaft zu qualifizieren, gab aber dieses Spiel kampflos auf. Im Jahr 2019 qualifizierte sich Thorne für die Teilnahme an der World Seniors Championship, bei der er mit 0:3 gegen Darren Morgan sein Auftaktspiel verlor.
Schon Anfang der 1980er-Jahre gehörte Thorne das von seinem vor ihm verstorbenen Bruder Malcolm geführte und in Leicester ansässige Willie Thorne Snooker Centre, welches zu einem der bedeutendsten in Großbritannien wurde. Zu den bekanntesten Spielern des Snooker Centres gehört der mehrfache Snooker-Weltmeister Mark Selby. Über die Jahre geriet Thorne jedoch durch Glücksspiele und Steuerprobleme mehrfach in finanzielle Schwierigkeiten. Dadurch nahm Thorne verschiedene Angebote als TV-Kommentator an, ein Beruf, den er bereits seit den 1980er-Jahren für die BBC und später für ITV und Sky ausübte. Am bekanntesten wurde er als Moderator der BBC, bis er 2017 aus der Riege der Kommentatoren gestrichen wurde. Dennoch hatte Thorne durch seine Spielsucht gut 90.000 £ an Schulden angehäuft, was schon 2002 in Depressionen und einem missglückten Suizidversuch mündete. Später erklärte er seine Insolvenz. Auch in den folgenden Jahren spielte Thorne weiter und häufte erneut Schulden an, bevor er 2015 wieder bankrottging und einen erneuten Selbstmordversuch beging. Im selben Jahr wurde bei Thorne Prostatakrebs im frühen Stadium diagnostiziert. zuvor hatte er bereits zwei leichte Schlaganfälle erlitten. Anfang 2019 nahm er infolgedessen an einer Show des Fernsehsenders ITV teil, die die Menschen in Hinsicht auf Prostata- und Hodenkrebs sensibilisieren soll. Mitte März 2020 gab er dann bekannt, dass bei ihm Leukämie diagnostiziert wurde und er sich einer Chemotherapie unterziehen werde.
Thorne war eng befreundet mit dem vormaligen Fußballspieler Gary Lineker. 2007 nahm er zudem an der fünften Staffel der britischen TV-Show Strictly Come Dancing teil. 2011 veröffentlichte er seine Autobiographie Taking A Punt On My Life. Zwischen 1995 und bis zur Scheidung im Oktober 2019 war er mit Jill Saxby, einer früheren Miss Great Britain, verheiratet. Wenige Monate zuvor war er mit seiner Frau nach Spanien gezogen. Kurz nach der Scheidung betrugen Thornes Spielschulden etwa eine Million Pfund, sodass sein Haus in Leicester gepfändet wurde. Anfang 2020 begann ein Gerichtsprozess, da ihm der britische Insolvenzdienst vorwarf, sich 2015 bei einer Privatperson 18.000 Pfund geliehen zu haben, ohne seine Insolvenz offenzulegen.
Infolge seiner Leukämierkrankung wurde er Anfang Juni 2020 mit niedrigem Blutdruck ins Krankenhaus gebracht und nach einem Atemstillstand ins künstliche Koma versetzt. Nach einem septischem Schock schlugen bei ihm keine Behandlungen mehr an, sodass das Krankenhaus sich für die Abstellung der lebenserhaltenden Maschinen entschied. Er starb am Morgen des 17. Juni 2020 im Alter von 66 Jahren im spanischen Torrevieja. Barry Hearn, zum Zeitpunkt von Thornes Tod einer der einflussreichsten Snooker-Funktionäre und Thornes früherer Manager, würdigte ihn als „sehr große Persönlichkeit und wichtiger Teil der Wiedergeburt des Snookers [ab den 1980er-Jahren].“ Der Verbandsvorsitzende Jason Ferguson bedauerte den Verlust eines „immer lebhaften Charakters“ und „einer großen Persönlichkeit unseres Sportes“; John Higgins sprach von einem „traurigen Verlust für die Snooker-Welt“, Ken Doherty von einem „traurigen Tag für den Snookersport“. Auch zahlreiche weitere (ehemalige) Spieler kondolierten.

## Spielweise
Thorne hat laut eigener Aussage im Training mehr als hundert Maximum Breaks gespielt – auf Profiebene jedoch nur eines bei der UK Championship 1987 –, weshalb Thorne auch als The Maximum Man beziehungsweise Mr. Maximum bekannt wurde. Ein weiterer Spitzname Thornes ist im Übrigen The Great W.T. Chris Turner, ein englischer Autor, der mit dem Chris Turner’s Snooker Archive eine der ersten Datenbanken über den Snookersport veröffentlichte, urteilte über Thornes Spielweise, dass Thorne wirklich einer der führenden Spieler hätte werden können, er aber nie fähig gewesen wäre, seine unbezweifelbaren Fähigkeiten während eines Turnieres zu zeigen. Der sechsfache Snookerweltmeister Steve Davis meinte dagegen, dass Thorne eine sehr gute Orientierung auf dem Tisch, aber „vielleicht“, vor allem in Drucksituationen, eine schlechtere Spielballkontrolle hatte. Vor allem dadurch, dass Thorne das Snookerspiel in einem Pub erlernt hatte, konnte er eine große Fähigkeit zum Breakbuilding vorweisen. Ebenso verfügte er über ein aggressives Loch- und ein passables Safety-Spiel. Sein Problem war jedoch seine mentale Schwäche, durch die er in entscheidenden Spielsituationen nicht seine Fähigkeiten abrufen konnte. Dies führte beispielsweise auch dazu, dass Thorne im Finale der UK Championship 1985 nach einer verpassten Blauen beim Stande von 8:13 für Thorne dieser die Konzentration verlor und dadurch mit 16:14 verlor. Ein weiteres Problem war Thornes ständiger Versuch zum Spielen von hohen Breaks, wodurch er – sofern er bei diesem Versuch scheiterte – auch ganze Spiele aus der Hand gab. Dennoch gelangen ihm während seiner Karriere insgesamt 136 Century Breaks, womit er einer der ersten Spieler aller Zeiten mit über hundert Century Breaks war.
Thorne war zudem bekannt dafür, Trickshots spielen zu können. Deshalb und durch seinen fröhlichen Charakter und seine leicht erkennbare Haarfrisur wurde er zu einem Liebling der Zuschauer.

## Erfolge (Auswahl)
| Ausgang         | Jahr | Turnier                              | Finalgegner              | Ergebnis |
| --------------- | ---- | ------------------------------------ | ------------------------ | -------- |
| Amateurturniere |      |                                      |                          |          |
| Sieger          | 1975 | English Amateur Championship – South | Chris Ross               | 8:5      |
| Zweiter         | 1975 | English Amateur Championship         | Sid Hood                 | 6:11     |
| Sieger          | 1980 | Pontins Spring Open                  | Cliff Wilson             | 7:3      |
| Zweiter         | 1994 | Australian Open Championship         | John Higgins             | 5:9      |
| Sieger          | 2000 | World Seniors Masters                | Cliff Thorburn           | 84:8     |
| Profiturniere   |      |                                      |                          |          |
| Zweiter         | 1981 | Pontins Professional                 | Terry Griffiths          | 8:9      |
| Sieger          | 1984 | Pontins Professional                 | John Spencer             | 9:7      |
| Zweiter         | 1984 | World Doubles Championship           | Alex Higgins Jimmy White | 2:10 1   |
| Sieger          | 1985 | Classic                              | Cliff Thorburn           | 13:8     |
| Zweiter         | 1985 | Scottish Masters                     | Cliff Thorburn           | 7:9      |
| Zweiter         | 1985 | UK Championship                      | Steve Davis              | 14:16    |
| Zweiter         | 1986 | British Open                         | Steve Davis              | 7:12     |
| Zweiter         | 1986 | Irish Masters                        | Jimmy White              | 5:9      |
| Zweiter         | 1986 | Pontins Professional                 | Terry Griffiths          | 6:9      |
| Sieger          | 1986 | Hong Kong Masters                    | Dennis Taylor            | 8:3      |
| Sieger          | 1986 | Matchroom Professional Championship  | Steve Davis              | 10:9     |
| Zweiter         | 1986 | Canadian Masters                     | Steve Davis              | 3:9      |
| Sieger          | 1987 | Kent Cup                             | Jimmy White              | 5:2      |
| Zweiter         | 1987 | Irish Masters                        | Steve Davis              | 1:9      |
| Zweiter         | 1987 | Pontins Professional                 | Neal Foulds              | 8:9      |
| Zweiter         | 1987 | Matchroom Professional Championship  | Dennis Taylor            | 3:10     |
| Sieger          | 1989 | New Zealand Masters                  | Joe Johnson              | 7:4      |